# قورباغه میمون‌نمای مومی
قورباغه میمون‌نمای مومی (نام علمی: Phyllomedusa sauvagii) یک قورباغه درختی است که متعلق به زیرخانواده‌های قورباغه‌های برگی جنوب و مرکز آمریکا است.